# 和名
和名（わめい）は、生物の種、鉱物、現象などにつけられた日本語での名前。特に、学名と対応させた標準和名のことをさす場合がある。

## 和名の由来
和名は、学問規約的に規定された名ではなく、一般に使用されている習慣的な名称である。生物の場合、一つの種に多くの異なる名があったり、複数の種が同じ名で呼ばれたり、地方によって異なっていたりする。
日本語による慣用名は、日常的には漢字で表記することも多いが、生物学、特に分類学的にはカタカナで表記する。
戦前においては和文の論文など日本語表記の学術的文章は漢字カタカナ混じり文で書くのが慣例であり、地の文と生物名を識別しやすくするため、和名をひらがなで表記した。しかし、戦後、国語改革に伴い学術的文章であっても漢字ひらがな混じり文で書くようになったため、和名をカタカナ表記するようになった。
学問的には、生物の名前には学名を用いるべきだが、日本ではラテン文字やラテン語になじみがないため、学習に努力が必要であり、入門者や一般向きではない。そのため、学名同様に使えるような日本語の名前として、学界などで慣習的に用いられているものが標準和名である。

## 和名の使われ方
種の学名と一対一となるように調整した和名を、標準和名と呼ぶ。標準和名は日本国内の範囲では、学名に準じて扱われている。ただし、標準和名については、命名規約等どころか定義さえなく、それぞれの分野で図鑑や学術雑誌などにおいて研究者達の間で慣習的に使用されてきたのが実情である。2000年に日本魚類学会は、学会レベルでは初めて標準和名を「名称の安定と普及を確保するためのものであり、目、科、属、種、亜種、といった分類学的単位に与えられる固有かつ学術的な名称」と定義した。また、日本藻類学会でも、ワーキンググループにより、和名の提唱と使用に関するガイドラインが提案されている。このガイドラインでは、和名の命名方法等について何らかの強制や制限を与えたり、あるいは和名の標準化を進めることなどは目標とせず、和名の野放図な命名や使用により発生する混乱を防ぐために注意すべき点を示すことを目指した。2018年に日本哺乳類学会は、学会が推奨する標準和名を目録として公表した。
鳥類や哺乳類のように、全世界の種に和名が設定されている分野もある。しかし、多くの生物の分類群では日本にいない種の和名は存在しない。また、日本に分布していても専門家以外に注目されることのまれな分類群では、和名を与えられていない種がむしろ普通である。
和名をつける機会としては、図鑑や目録を作るときに和名を与える場合や、新種記載をするときに、日本語の記載文に和名を添える場合などがある。日本に分布する種に最初から和名をつけるかどうかは、分野ごとの慣行である。アマチュアに裾野が広い分野では、新種記載の時に和名を最初からつけることが多い。たとえば植物では種子植物やシダ植物、コケ植物、動物では脊椎動物やチョウその他一般の昆虫採集の対象となる分野の昆虫、軟体動物で一般的である。それ以外の生物では、特に必要がない限り和名はつけない慣例のものが多い。例外的なのは、変形菌、蘚苔類、ダニ目のササラダニ類などで、いずれもさほど広く使われてはいないが、国内産のほぼすべてに和名がついている。
和名が無い生物の場合、一般向けの文章では学名（この場合には誤用・誤読が多い）あるいは英語名をカタカナ書きして和名に代えているものもある。ただし、学名の読み方には定まったものがない。欧米各国では自分の国で読みやすいように読む傾向があり、言語間の勢力関係から英語式発音が幅をきかせていることから、これをカナ表記に写す例もある。他方、そのような下地がない以上、日本ではラテン語本来の読みを使うべしとの考えも根強くあり、それらが入り交じるのでゆれが大きい。
また、動物や植物の多くでは和名はほぼ種との対応できる名称が与えられているが、たとえばカビや微小な藻類（クンショウモ・イカダモなど）の場合、和名の与えられているものは、ほぼ属の単位である。
かつては代表的な生物には和名をつける方向で努力がなされていた。たとえば第二次世界大戦以前の図鑑を見れば、ゴリラに対してオオショウジョウ、チンパンジーはクロショウジョウ、熱帯魚のソードテールに対してツルギメダカ、アメーバをアメムシといったふうに、様々な和名が見られる。これらは、現在では使われることがまずない例である。同様に多くが普及することなく使われなくなってしまった。
日本語の名前であっても標準和名は通俗名とは違うので、普通に使われる名前と違っている場合がある。しかし標準和名のことを学名と呼ぶことは、間違いである。
他方、標準和名が一般名を駆逐する例も知られている。日本では明治以降、全国に公教育が普及し、博物学知識が普及した事もその一因であろう。たとえばクワガタムシは古くから子供の良いおもちゃであり、多くの地方名があったが、現在ではコクワ（コクワガタ）、ヒラタ（ヒラタクワガタ）等の標準和名由来の名前が全国的に優勢である。

## 和名の変更
生物分野での学術論文における記述は学名であるため混乱はないが、生物図鑑等の一般向け書籍では和名が使われるため、ときどき混乱が起こる。学名の場合、先に発表された名に対する優先権や同じ生物に独立に2つの名が与えられた場合の処理等について、厳格なルールがある。和名では明確なルールは設定されていないので、たとえば図鑑の著者が新たな和名を使った場合に、混乱が生じる場合がある。
1988年に文部省（当時）の方針で、目以上の分類群の和名になされてきた表記を代表的な生物名に置き換えられる試みが行われた（例：食肉目→ネコ目）。しかし、伝統的な名称になじみがあること、名前に意味を持たせていたものが失われること（鱗翅目→チョウ目）、あまりになじみのある名前の場合、所属する種との間に違和感が生じること（ネコ目にイヌが含まれる）など、批判するものも多い。
また、有力な研究者や学会などの総意などによって、科や目など上位分類群すべてまとめて和名を変更する場合がある。その場合、その分類群に所属する種ほとんど全部の名前が変わることもある（例：少脚綱・ヤスデモドキ綱→エダヒゲムシ綱、ドクグモ科→コモリグモ科）。最近は差別的表現とみなされる言葉の含まれる名前などがその対象となる例もある（イザリウオ→カエルアンコウ）。ただし、言葉狩り的運動を嫌い、旧来の名を使う人もいて、複数の和名が併用されている例もある（例：メクラヘビ→ミミズヘビ）。
分類群の統合や分割による分類の変更により、学名に対応する和名が変更される例も多々ある（例：トカゲ属は属の細分化に伴いEumecesからPlestiodonへ変更）。和名の変更は混乱を産むことから、できるだけ変更を伴わないよう考慮すべきという指摘もある。